# Bloodstone & Diamonds
Albums de Machine Head
Unto the Locust
(2011) Catharsis)
(2018)
Singles
1. Killers & Kings
Sortie : 29 avril 2014
2. Now We Die
Sortie : 26 septembre 2014

Bloodstone & Diamonds est le huitième album studio du groupe de heavy metal américain Machine Head, sorti en France le 7 novembre 2014, sous le label Nuclear Blast. C'est le premier album avec le nouveau bassiste Jared MacEachern, qui a remplacé Adam Duce en 2013. C'est également le premier album du groupe à ne pas être édité sous le label Roadrunner Records. Son titre est tiré des paroles de la première chanson, Now We Die.

## Composition du groupe
- Robb Flynn : chant et guitare
- Phil Demmel : guitare
- Jared MacEachern : basse et chœurs
- Dave McClain : batterie

## Liste des morceaux
| No  | Titre                         | Paroles                   | Musique                            | Durée |
| --- | ----------------------------- | ------------------------- | ---------------------------------- | ----- |
| 1.  | Now We Die                    | Flynn                     | Flynn, Demmel                      | 7:10  |
| 2.  | Killers & Kings               | Flynn                     | Demmel, Flynn                      | 4:32  |
| 3.  | Ghosts Will Haunt My Bones    | Flynn, Demmel, MacEachern | Flynn, Demmel, MacEachern, McClain | 6:06  |
| 4.  | Night of Long Knives          | Flynn                     | Flynn                              | 6:48  |
| 5.  | Sail into the Black           | Flynn, Demmel             | Flynn, Demmel, McClain             | 8:29  |
| 6.  | Eyes of the Dead              | Flynn                     | Flynn                              | 6:25  |
| 7.  | Beneath the Silt              | Flynn                     | Flynn                              | 4:43  |
| 8.  | In Comes The Flood            | Flynn, MacEachern         | Flynn                              | 7:22  |
| 9.  | Damage Inside                 | Flynn                     | McClain                            | 3:24  |
| 10. | Game Over                     | Flynn                     | Flynn, Demmel                      | 6:36  |
| 11. | Imaginal cells (instrumental) |                           | Demmel, Flynn                      | 3:36  |
| 12. | Take Me Through The Fire      | Flynn, Demmel             | Demmel, Flynn                      | 5:48  |

## Classements
| Classement (2014–2015)             | Meilleure position |
| ---------------------------------- | ------------------ |
| Allemagne                          | 6                  |
| Australie (ARIA)                   | 10                 |
| Autriche (Ö3 Austria Top 40)       | 6                  |
| Finlande (Suomen virallinen lista) | 18                 |
| France (SNEP)                      | 35                 |
| Norvège (VG-lista)                 | 31                 |
| Suisse (Schweizer Hitparade)       | 7                  |
| Royaume-Uni (UK Albums Chart)      | 18                 |
| États-Unis (Billboard 200)         | 21                 |